# 83e méridien ouest
En géographie, le 83e méridien ouest est le méridien joignant les points de la surface de la Terre dont la longitude est égale à 83° ouest.

## Géographie

### Dimensions
Comme tous les autres méridiens, la longueur du 83e méridien correspond à une demi-circonférence terrestre, soit 20 003,932 km. Au niveau de l'équateur, il est distant du méridien de Greenwich de 9 239 km,.
Avec le 97e méridien est, il forme un grand cercle passant par les pôles géographiques terrestres.

### Régions traversées
En commençant par le pôle Nord et descendant vers le sud au pôle Sud, Le 83e méridien ouest passe par:
| Coordonnées          | Pays, territoire ou mer  | Notes |
| -------------------- | ------------------------ | --- |
| 90° 00′ N, 83° 00′ O | Océan Arctique           | |
| 82° 17′ N, 83° 00′ O | Canada                   | Nunavut — Île Ellesmere |
| 76° 25′ N, 83° 00′ O | Détroit de Jones         | |
| 75° 45′ N, 83° 00′ O | Canada                   | Nunavut — Île Devon |
| 74° 35′ N, 83° 00′ O | Détroit de Lancaster     | |
| 73° 40′ N, 83° 00′ O | Canada                   | Nunavut — Île de Baffin |
| 69° 58′ N, 83° 00′ O | Détroit de Fury et Hecla | |
| 69° 46′ N, 83° 00′ O | Canada                   | Nunavut — Saglirjuaq (en), Péninsule de Melville (continent) et Île de l'Hiver (en) |
| 66° 12′ N, 83° 00′ O | Bassin de Foxe           | |
| 64° 54′ N, 83° 00′ O | Canada                   | Nunavut — Île Southampton |
| 63° 57′ N, 83° 00′ O | Détroit de Evans (en)    | |
| 62° 52′ N, 83° 00′ O | Canada                   | Nunavut — Île Coats |
| 62° 13′ N, 83° 00′ O | Baie de Hudson           | |
| 55° 16′ N, 83° 00′ O | Canada                   | Nunavut — une petite île sans nom Ontario — à partir de 55° 13′ N, 85° 00′ O, le continent et Île Manitoulin |
| 45° 49′ N, 83° 00′ O | Lac Huron                | |
| 44° 03′ N, 83° 00′ O | États-Unis               | Michigan — passe par Detroit (à 42° 20′ N, 83° 00′ O) |
| 42° 19′ N, 83° 00′ O | Canada                   | Ontario — passe par Windsor (42° 18′ N, 83° 00′ O |
| 42° 01′ N, 83° 00′ O | Lac Erie                 | |
| 41° 32′ N, 83° 00′ O | États-Unis               | Ohio — passe par Columbus (at 39° 57′ N, 83° 00′ O) Kentucky — à partir de 38° 43′ N, 83° 00′ O Virginie — à partir de 36° 51′ N, 83° 00′ O Tennessee — à partir de 36° 35′ N, 83° 00′ O Caroline du Nord — à partir de 35° 46′ N, 83° 00′ O Caroline du Sud — à partir de 35° 01′ N, 83° 00′ O Géorgie — à partir de 34° 28′ N, 83° 00′ O Floride — à partir de 30° 37′ N, 83° 00′ O |
| 29° 10′ N, 83° 00′ O | Golfe du Mexique         | Passe juste à l'ouest des îles Dry Tortugas, Floride, États-Unis (à 24° 38′ N, 82° 56′ O) |
| 23° 01′ N, 83° 00′ O | Cuba                     | |
| 22° 31′ N, 83° 00′ O | Mer des Caraïbes         | Golfe de Batabanó |
| 21° 56′ N, 83° 00′ O | Cuba                     | Île de la Jeunesse |
| 21° 28′ N, 83° 00′ O | Mer des Caraïbes         | passe par les Cayos Miskitos, Nicaragua (à 14° 23′ N, 83° 00′ O) Passe entre les Îles du Maïs, Nicaragua (à 12° 13′ N, 83° 00′ O) |
| 9° 55′ N, 83° 00′ O  | Costa Rica               | |
| 8° 22′ N, 83° 00′ O  | Panama                   | Sur environ 8 km |
| 8° 17′ N, 83° 00′ O  | Costa Rica               | Sur environ 4 km |
| 8° 15′ N, 83° 00′ O  | Océan Pacifique          | |
| 60° 00′ S, 83° 00′ O | Océan Austral            | |
| 73° 33′ S, 83° 00′ O | Antarctique              | Liste des territoires revendiqués par le Chili |